# Michał Pluta
Michał Pluta – polski zootechnik, doktor habilitowany nauk rolniczych, profesor na Uniwersytecie Przyrodniczym w Lublinie, specjalista od hodowli koni.

## Kariera naukowa
W 1988 roku na Akademii Rolniczej we Wrocławiu uzyskał tytuł magistra inżyniera. W tym samym roku na Wydziale Zootechnicznym tej samej uczelni uzyskał stopień doktora nauk rolniczych w zakresie zootechniki na podstawie rozprawy pt. Ocena żywienia koników polskich, kuców felińskich i arabokoników w systemie ad libitum i znormalizowanej pracy, której promotorem był Marian Kaproń. W tym samym roku został zatrudniony na tejże uczelni, a w 2019 roku uzyskał na jej Wydziale Nauk o Zwierzętach i Biogospodarki stopień doktora habilitowanego nauk rolniczych w dyscyplinie zootechniki i rybactwa na podstawie pracy pt. Aspekty hodowlano-użytkowe koników polskich, jako populacji koni objętej programem ochrony zasobów genetycznych, rozpatrywane w kontekście potrzeb współczesnego człowieka.